# Juncewo (Różańsko)
Juncewo (niem. do 1945 r. Hagen) – kolonia wsi Różańsko w Polsce, położona w województwie zachodniopomorskim, w powiecie myśliborskim, w gminie Dębno. Wchodzi w skład sołectwa Różańsko. 
W latach 1975–1998 kolonia administracyjnie należała do woj. gorzowskiego.
Według danych z 2015 r. kolonia liczyła 13 mieszkańców.

## Ludność
Ludność w ostatnich 3 stuleciach:

## Edukacja
Uczniowie uczęszczają do szkoły podstawowej w Różańsku.